# Udet Flugzeugbau
Udet Flugzeugbau GmbH bildades på sommaren 1921 av William Pohl och Ernst Udet i München.
Som chefskonstruktör anställdes Hans Herrmann trots att några av företagets produkter fick stora framgångar drabbades man av ekonomiska svårigheter och man blev under våren 1926 tvingade att ansöka om ackord.
30 juli 1926 slogs företaget ihop med Messerschmitt-Flugzeugbau som samma år bytte namn till Bayerische Flugzeugwerke i Augsburg. Den förutvarande firman Udet Flugzeugbau maskiner och tillverkning flyttades till Rumpler-Werke lokaler i Augsburg där tillverkningen av Udet / BFW U 12 Flamingo fortsatte.

## Flygplanstyper från Udet
- U 1
- U 2
- U 3, ett projekterat tvåsitsigt sportflygplan utvecklat från U 2
- U 4
- U 5
- U 6
- U 7 Colibri
- U 8 Limousine
- U 9, ett projekterat amfibieflygplan, konstruerat av Ing. Hans Herrmann 1925.
- U 10
- U 11 Kondor
- U 12 Flamingo
- U 13 Bayern